# 入間村 (岐阜県)
入間村（いるまむら）はかつて岐阜県郡上郡に存在した村である。
現在の郡上市八幡町入間に該当し、和良川（飛騨川支流）支流の入間川上流部である。

## 歴史
- 1875年（明治8年）1月 - 貢間村と入津村が合併し、入間村となる。
- 1889年（明治22年）7月1日 - 町村制により、入間村発足。
- 1897年（明治30年）4月1日 - 美山村、洲河村、野々倉村、小那比村と合併し、西和良村発足。同日入間村廃止。

## 学校
- 入間尋常小学校（後の八幡町立西和良小学校入間分校。1963年廃校）